# Secretaría de Relaciones Exteriores (España)
La Secretaría de Relaciones Exteriores fue una de las instituciones político-administrativas que creó en 1936 el general Franco, tras su nombramiento como jefe del gobierno del bando rebelde durante la Guerra Civil Española. Formalmente, se ocupaba de la política exterior y la propaganda. Sin embargo, tuvo escasa importancia política debido a la existencia de una oficina diplomática dirigida por José Antonio Sangroniz dentro de la Secretaría General del Jefe del Estado.

## Contexto
La Junta de Defensa Nacional encabezada por el general Cabanellas se ocupaba de dirigir las operaciones militares así como de encabezar políticamente el movimiento rebelde.
Pero pronto surgieron movimientos partidarios de centralizar el mando y el 30 de septiembre de 1936 se publicó en el Boletín Oficial de la Junta de Defensa Nacional de España el nombramiento del general Franco como generalísimo de los ejércitos y como jefe del gobierno del Estado.
El 1 de octubre Franco tomó posesión oficialmente de sus cargos. Pese a que su mayor prioridad era alcanzar la victoria militar, de inmediato creó una Junta Técnica del Estado para que le ayudase a gestionar las labores de gobierno. En aquel momento, la toma de Madrid parecía inminente y, con ella, la victoria definitiva. El 2 de octubre el rebautizado como Boletín Oficial del Estado publicó la ley que creaba este y otros organismos.

## Asuntos Exteriores

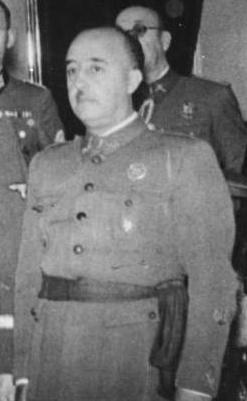
Franco dirigía la política exterior personalmente y a través de otras personas ajenas a la Secretaría

La Secretaría de Relaciones Exteriores se ocupaba oficialmente tanto de la propaganda como de las relaciones diplomáticas. Fue desempeñada por un civil, el embajador Francisco Serrat, único civil entre los cargos dirigentes. Su labor fue más burocrática que política, pues las importantes relaciones exteriores eran dirigidas por otras personas u organismos.
Los rebeldes tuvieron que improvisar una estructura internacional contando con los diplomáticos que optaron por los sublevados. El conservadurismo de la profesión hizo que la mayoría se pusieran al servicio de Franco hasta el punto que el Gobierno acabó disolviendo el cuerpo. Particularmente relevante fue la presencia en Londres del duque de Alba. Aunque no estaba reconocido como embajador, Jacobo Fitz-James Stuart y Falcó era también duque de Berwick y tenía acceso al monarca. Desempeñó con eficacia su misión de calmar los temores británicos de que Franco llegara a establecer un régimen fascista en España que se aliara con Hitler. En noviembre de 1937 fue admitido como representante oficioso de Franco en el Reino Unido. En Francia fue José Quiñones de León, antiguo embajador de Alfonso XIII, quien encabezó la representación oficiosa franquista. Intentó influir en los sectores más conservadores del gobierno de Leon Blum para evitar que este apoyara al gobierno español y se entrevistó con el mariscal Pétain.
Pero el auténtico puesto de ministro de Asuntos Exteriores lo ocupaba en la sombra José Antonio Sangroniz, ubicado en el propio cuartel general de Franco. Además, también Nicolás Franco, Secretario General del Jefe del Estado, asumió labores diplomáticas en determinados momentos, como cuando hizo una visita a Italia en agosto de 1937 buscando la compra de navíos de guerra o cuando intervino en las negociaciones con los alemanes a raíz del descontento de estos con el decreto-ley de octubre de 1937 que anulaba las concesiones mineras realizadas hasta entonces. Incluso el presidente de la Junta Técnica del Estado, el conde de Jordana, asumió importantes contactos diplomáticos en relación con la cuestión minera.
Por último, aunque podía utilizar a distintos colaboradores para sus negociaciones, Franco se reservaba siempre el papel predominante en la diplomacia y su superior autoridad era indiscutida.

## La propaganda

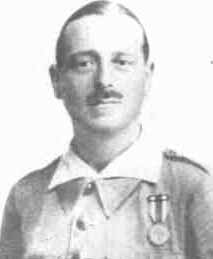
Millán-Astray, aquí en imagen de su juventud, dirigió la Propaganda durante un tiempo.

El departamento de Prensa y Propaganda se encontraba en el propio cuartel general de Franco. Inicialmente lo dirigía Juan Pujol, pero luego fue dirigida por el fundador de la Legión Millán-Astray. Millán dirigía la oficina con modales cuarteleros. Convocaba a los periodistas a golpe de silbato y les dirigía arengas como si fueran sus legionarios. Algunos de los colaboradores que eligió fueron igual de contraproducentes. Fue el caso de Luis Bolín, a quien nombró jefe de prensa del sur con el grado honorífico de capitán. Bolín hizo uso del uniforme y comenzó a intimidar a los periodistas extranjeros. Su colega del norte era el capitán Gonzalo de Aguilera quien, a pesar de tener la habilidad de hablar perfectamente inglés, francés y alemán, hizo numerosos comentarios improcedentes delante de los periodistas. La inadecuación de Millán quedó de manifiesto en el incidente del 12 de octubre de 1936 con Unamuno en la Universidad de Salamanca, lo que obligó a Franco a sustituirlo. Posteriormente, fue Vicente Gay el encargado de regir el departamento de prensa asistido por el excedista Ramón Ruiz Alonso.

## La creación del primer Gobierno
Tras la conquista del norte, Franco trasladó su cuartel general a Burgos. Allí Serrano Suñer redactó la Ley de Administración Central del Estado, que fue aprobada el 30 de enero de 1938 y dio paso a un ejecutivo con once carteras ministeriales que sustituyó a la dispersa y poco eficaz administración precedente. Ello supuso el final de la Secretaría, que fue sustituida por un auténtico Ministerio de Asuntos Exteriores encabezado por Jordana.